# Sericosura hedgpethi
Sericosura hedgpethi là một loài nhện biển trong họ Ammotheidae. Loài này thuộc chi Sericosura. Sericosura hedgpethi được miêu tả khoa học năm 2009 bởi Bamber.